# بمب‌افکن ضربتی دوربرد
بمب‌افکن ضربتی دوربرد (انگلیسی: Long Range Strike Bomber؛ LRS-B) یک برنامهٔ توسعه و اکتساب برای توسعهٔ یک بمب‌افکن راهبردی دوربرد برای نیروی هوایی ایالات متحده است که به‌منظور توسعهٔ یک هواپیمای رادارگریز با قابلیت حمل بار سنگین و تسلیحات گرماهسته‌ای در نظر گرفته شده‌است. توانایی توسعهٔ این برنامه برای اواسط دههٔ ۲۰۲۰ برنامه‌ریزی شده‌است. یک درخواست برای پیشنهاد توسعهٔ این هواپیما در ژوئیهٔ ۲۰۱۴ صادر شد. نیروی هوایی قصد دارد حداقل ۱۰۰ فروند از هواپیماهای ال‌آراس-بی را با هزینهٔ تخمینی هرکدام ۵۵۰ میلیون دلار (ارزش دلار در سال ۲۰۱۰) تهیه کند، که احتمالاً در نظر است که در نهایت ۲۰۰ فروند از آن‌ها وارد خدمت شوند. در اکتبر ۲۰۱۵ قراردادی برای توسعهٔ بی-۲۱ ریدر با نورثروپ گرامن منعقد شد. بسیاری از ابعاد پروژه، به‌دلیل ماهیت حساس آن، به‌شدت طبقه‌بندی شده‌است و اطلاعات کمی از آن در دسترس عموم قرار دارد. در اواخر سال ۲۰۱۹، مشخص شد که ساخت این هواپیما آغاز شده‌است.